# Муф, Эллен
Э́ллен Энн Муф (англ. Ellen Anna Muth, род. 6 марта 1981, Милфорд) — американская актриса, известная по своей роли Джордж Ласс в сериале «Мёртвые, как я».

## Биография
Эллен Муф, дочь Рахиль и Эриха Муф, родилась в Милфорде, штат Коннектикут. Начала свою карьеру в модельном бизнесе, некоторое время работала моделью в Ford Models и агентстве Rascal. Эллен решила продолжить карьеру и поехала учиться в институт Театра и кино Ли Страсберга в Нью-Йорке. В 1993 году она начала сниматься в рекламных роликах.
Последние фильмы Эллен Муф: «Знак зверя Редьярда Киплинга» и фильм на основе сериала «Мёртвые, как я»,
«Мёртвые, как я: Жизнь после смерти».
Эллен является членом организаций «Intertel» и «Менса».

## Фильмография
| Год       |     | Русское название                    | Оригинальное название                   | Роль                     |
| --------- | --- | ----------------------------------- | --------------------------------------- | ------------------------ |
| 1995      | ф   | Долорес Клэйборн                    | Dolores Claiborne                       | юная Селена              |
| 1997      | с   | Закон и порядок                     | Law & Order                             | Адель Грин               |
| 1998      | тф  | Только любовь                       | Only Love                               | Рэйчел                   |
| 1999      | ф   | Молодая девушка и сезон дождей      | The Young Girl and the Monsoon          | Констанц                 |
| 2000      | тф  | Правда о Джейн                      | The Truth About Jane                    | Джейн                    |
| 2000      | с   | Удар                                | The Beat                                | Жаклин Хатчисон          |
| 2000      | с   | Закон и порядок. Специальный корпус | Law & Order: Special Victims Unit       | Элейн Харрингтон         |
| 2000      | с   | Гетеросексуальный, Огайо            | Normal, Ohio                            | Дана                     |
| 2000      | тф  | Отважная Кора                       | Cora Unashamed                          | Джесси в 18 лет          |
| 2001      | ф   | Дождь                               | Rain                                    | Дженни                   |
| 2002      | тф  | Суперпожар                          | Superfire                               | Джилл Перкинс            |
| 2002      | тф  | Двое и вечность                     | Two Against Time                        | Эмма Портман             |
| 2002      | ф   | Игра джентльмена                    | A Gentleman's Game                      | Молли Килдафф            |
| 2003—2004 | с   | Мёртвые, как я                      | Dead Like Me                            | Джорджия «Джордж» Ласс   |
| 2007      | кор |                                     | Tofu the Vegan Zombie in Zombie Dearest | Эдди Вост                |
| 2008      | кор |                                     | Jack N Jill                             | Джилл                    |
| 2009      | ф   | Мёртвые, как я: Жизнь после смерти  | Dead like Me: Life After Death          | Джорджиа Ласс            |
| 2011      | кор |                                     | Rose and Violet                         | Роуз                     |
| 2012      | ф   |                                     | Margarine Wars                          | Кейти Трамбулл           |
| 2012      | ф   | Знак зверя Редьярда Киплинга        | Rudyard Kipling's Mark of the Beast     | Наталья                  |
| 2012      | с   | Ну что, приехали?                   | Are We There Yet?                       | имя персонажа неизвестно |
| 2013      | с   | Ганнибал                            | Hannibal                                | Джорджиа Мэдхен          |

## Награды и номинации
В 1995 году Эллен Муф получила титул «Лучшая актриса» Долорес Клэйборн в Токио на международном кинофестивале. В 1999 году она получила награду Американского института киноискусств(AFI) в номинации «Лучшая женская роль» за фильм «Young Girl and the Monsoon».
В 2004 году Муф была дважды номинирована за сериал «Мёртвые, как я». Также она получила номинацию «Лучшая актриса» премии «Сатурн», и Golden Satellite Awards.